# Ruins of Empires
Ruins of Empires treći je studijski album kanadskog simfonijskog death metal-sastava Aeternam. Sastav je samostalno objavio album 10. veljače 2017. godine.

## Popis pjesama
| 1.    | »Damascus Gate«                   | 4:51 |
| 2.    | »Paropamisadae«                   | 4:11 |
| 3.    | »Sun Shield«                      | 5:48 |
| 4.    | »The Keeper of Shangri-La«        | 4:26 |
| 5.    | »Fallen Is the Simulacrum of Bel« | 5:35 |
| 6.    | »Colossus«                        | 4:15 |
| 7.    | »Nightfall on Numidia«            | 2:59 |
| 8.    | »Praetor of Mercury«              | 4:46 |
| 9.    | »Zadyin Arga«                     | 6:43 |
| 43:34 |                                   |      |

## Zasluge
Aeternam
- Maxime Boucher – zborski vokali, bas-gitara
- Achraf Loudiy – vokali, zborski vokali, gitara
- Antoine Guertin – vokali, bubnjevi, udaraljke, glazbeni uzorci, produkcija orkestracije

Dodatni glazbenici
- Jef Fortin – dodatna gitara, produkcija, snimanje, miksanje, mastering
- Fred Leduc – tenor vokal (na pjesmi 1), zborski vokali
- Fanny Grenier – sopran vokal (na pjesmama 2 i 4), zborski vokali
- Marie-Christine Roy – erhu (na pjesmi 4)
- Hind Fazazi – vokali (na pjesmi 7)
- Annabelle Doucet – zborski vokali
- Chantale Grenier – zborski vokali
- Geneviève Laurin – zborski vokali
- Isabelle Lefrançois – zborski vokali
- Gabriel Giguere – zborski vokali

Ostalo osoblje
- David Lizotte – snimanje (zbora i erhua)
- Le Metallum – logotip
- Pascal Laquerre – naslovnica, ilustracije, raspored ilustracija
- Alexis BC – fotografija